# Hrabia Ellesmere
Hrabiowie Ellesmere 1. kreacji (parostwo Zjednoczonego Królestwa)
- 1846–1857–Francis Egerton, 1. hrabia Ellesmere
- 1857–1862–George Granville Francis Egerton, 2. hrabia Ellesmere
- 1862–1914–Francis Charles Granville Egerton, 3. hrabia Ellesmere
- 1914–1944–John Francis Granville Scrope Egerton, 4. hrabia Ellesmere
- 1944–2000–John Sutherland Egerton, 5. hrabia Ellesmere

Następni hrabiowie Ellesmere: patrz - książę Sutherland